# Liste von Dateinamenserweiterungen/F
In dieser Liste sind übliche Dateinamenserweiterungen aufgelistet, die in einigen Betriebssystemen zur Unterscheidung von Dateiformaten verwendet werden. In anderen Betriebssystemen erfolgt die Dateitypenidentifikation hauptsächlich über den Dateivorspann und bei E-Mail-Anhängen hat der MIME-Type eine größere Bedeutung als die Dateinamenserweiterung. Systeme, die nach den beiden letztgenannten Vorgehensweisen verfahren, ignorieren die Erweiterung meist vollständig. 
| Dateinamenserweiterung | MIME-Typ                           | Vollständiger Name                 | Bemerkungen, Verwendung                                                                                       |
| ---------------------- | ---------------------------------- | ---------------------------------- | --- |
| .f                     |                                    | FREEZE                             | Komprimiertes Dateiarchiv                                                                                     |
| .f bzw. .F             | text/plain, text/x-fortran         | FORTRAN                            | Fortran Quellcode                                                                                             |
| .f01                   |                                    | Fax document                       | Perfect Fax                                                                                                   |
| .f03 bzw. .F03         |                                    | Fortran 2003                       | Fortran 2003 Quellcode                                                                                        |
| .f06–.f16              |                                    | Dos screen text font               | Höhe = 6–16 Pixel                                                                                             |
| .f08 bzw. .F08         |                                    | Fortran 2008                       | Fortran 2008 Quellcode                                                                                        |
| .f18 bzw. .F18         |                                    | Fortran 2018                       | Fortran 2018 Quellcode                                                                                        |
| .f2r                   |                                    | Linear music module                | Farandole |
| .f3r                   |                                    | Blocked music module               | Farandole |
| .f77                   | text/x-fortran                     | FORTRAN 77                         | FORTRAN 77 Quellcode                                                                                          |
| .f90 bzw. .F90         | text/plain, text/x-fortran         | Fortran 90                         | Fortran 90 Quellcode                                                                                          |
| .f95 bzw. .F95         |                                    | Fortran 95                         | Fortran 95 Quellcode                                                                                          |
| .f96                   |                                    | Faxdokument                        | Frecom FAX96                                                                                                  |
| .fa                    |                                    | FASTA-Format                       | (eine der häufig verwendeten Dateinamenserweiterungen) DNA- oder Protein-Sequenz                              |
| .fac                   |                                    | Face graphic                       | – |
| .faq                   |                                    | Frequently Asked Questions         | Häufig gestellte Fragen                                                                                       |
| .far                   |                                    | Farandole                          | Trackermodul (Musikformat) des Farandole Composers                                                            |
| .fas                   |                                    | Basic module Datei                 | 3-D Fassade Plus                                                                                              |
| .fav                   |                                    | Navigation bar                     | Microsoft Outlook                                                                                             |
| *.fax                  | =/≈ TIFF/TIF rsp. BTF (BigTIF[F])? | FAX Type Image                     | Telefaksimilie/Telefax (daher wohl auch der Name FAX/*.fax)                                                   |
| *.fax                  |                                    | –                                  | Report-Datei von Veritas BackupExec                                                                           |
| .fb2                   |                                    | FictionBook                        | Ein offenes auf XML basierender E-Book-Format                                                                 |
| .fbff                  |                                    | Favorite Backup Datei              | Mozilla Firefox Lesezeichen Backup                                                                            |
| .fbie                  |                                    | Favorite Backup Datei              | Internet Explorer Lesezeichen Backup                                                                          |
| .fbk                   |                                    | Financials Backup                  | Microsoft Dynamics NAV (Navision Financials Native-Backup)                                                    |
| .fbk                   |                                    | -                                  | Proficy iFIX General Electric Applikations-Backup                                                             |
| .fbop                  |                                    | Favorite Backup Datei              | Opera Lesezeichen Backup                                                                                      |
| .fbx                   |                                    | 3D Austauschformat                 | Autodesk Maya, 3D Studio MAX                                                                                  |
| .fc                    |                                    | Spell Check dictionary             | Harvard Graphics                                                                                              |
| .fcd                   |                                    | Virtual CD-ROM Datei               | – |
| .fcm                   |                                    | Binary Dateipatch                  | Forward Compression                                                                                           |
| .FCStd                 |                                    | FreeCAD Standard file format       | Exchange format for FreeCAD                                                                                   |
| .fd                    |                                    | Declaration Datei                  | FORTRAN |
| .fd                    |                                    | Field offsets                      | DataFlex-Compiler                                                                                             |
| .fdb                   |                                    | Financials Database                | Microsoft Dynamics NAV (Navision Financials Native-Database)                                                  |
| .fdb                   |                                    | font definition block              | Schriftenbibliothek für Ming                                                                                  |
| .fdf                   | application/vnd.fdf                | Formular                           | Adobe Acrobat                                                                                                 |
| .fdw                   |                                    | Formular                           | F3 Design and Mapping                                                                                         |
| .feb                   |                                    | Figure Editor Button Bar           | WordPerfect für Windows                                                                                       |
| .fem                   |                                    | Finite Element Mesh                | CADRE |
| .feq                   | text/plain                         | Frequenz                           | Equalizer Presets in foobar2000                                                                               |
| .ff                    |                                    | Outline Font description           | AGFA CompuGraphics                                                                                            |
| .ffa                   |                                    | find fast Datei                    | Microsoft |
| .fff                   |                                    | Fax document                       | defFax |
| .fff                   |                                    | GUS PnP bank Datei                 | – |
| .ffl                   |                                    | Image Datei                        | PrintMaster Gold                                                                                              |
| .ffl                   |                                    | fast find Datei                    | Microsoft |
| .ffo                   |                                    | fast find Datei                    | Microsoft |
| .fft                   |                                    | Final Form Text                    | Teil von IBM DCA                                                                                              |
| .ffx                   |                                    | fast find Datei                    | Microsoft |
| .fh3                   |                                    | FreeHand 3 Drawing                 | Vector graphic (Aldus)                                                                                        |
| .fh4                   |                                    | FreeHand 4 Drawing                 | Vector graphic (Aldus)                                                                                        |
| .fh5                   |                                    | FreeHand 5 Drawing                 | Vector graphic (Macromedia)                                                                                   |
| .fh6                   |                                    | FreeHand 6 Drawing                 | Vector graphic (Macromedia)                                                                                   |
| .fh7                   |                                    | FreeHand 7 Drawing                 | Vector graphic (Macromedia)                                                                                   |
| .fh8                   |                                    | FreeHand 8 Drawing                 | Vector graphic (Macromedia)                                                                                   |
| .fh9                   |                                    | FreeHand 9 Drawing                 | Vector graphic (Macromedia)                                                                                   |
| .fh10                  |                                    | FreeHand 10 Drawing                | Vector graphic (Macromedia)                                                                                   |
| .fh11                  |                                    | FreeHand 11 Drawing                | Vector graphic (Macromedia)                                                                                   |
| .fhmx                  |                                    | FreeHand MX                        | Vector graphic (Adobe)                                                                                        |
| .fi                    |                                    | Datei Interface                    | FORTRAN |
| .fif                   | application/fractals, image/fif    | Fractal Image                      | – |
| .fig                   |                                    | REND386/AVRIL Datei                | – |
| .fig                   |                                    | FIG image text                     | Vektorzeichnungen des Programms Xfig                                                                          |
| .fig                   |                                    | SNES ROM image                     | Dump eines Nintendo SNES Spiels (mit Pro Fighter Header) zur Verwendung in einem Emulator                     |
| .fig                   |                                    | Matlab-Figure                      | |
| .fil                   |                                    | Datei List Object                  | dBase Application Generator                                                                                   |
| .fil                   |                                    | Datei template                     | Application Generator                                                                                         |
| .fil                   |                                    | Overlay                            | WordPerfect für Windows                                                                                       |
| .fil                   |                                    | file                               | Von Novell SnAppShot umbenannte Quelldatei, die mit Novell ZENworks (Softwareverteilung) verteilt werden soll |
| .fil                   |                                    | file                               | Datei, die von AVG-Antivirus in das Virus-Vault verschoben wurde                                              |
| .fin                   |                                    | Print formatted text               | Perfect Writer                                                                                                |
| .fit                   |                                    | Datei index table                  | Microsoft Windows NT                                                                                          |
| .fit                   |                                    | Graphic                            | FITS |
| .fits                  |                                    | CCD camera image                   | FITS |
| .fits                  |                                    | Flexible Image Transport System    | FITS |
| .fix                   |                                    | Patch Datei                        | Generic |
| .fix                   |                                    | Fiximage                           | Georeferenzierbares Rasterbildformat                                                                          |
| .fky                   |                                    | Macro                              | Microsoft Visual FoxPro                                                                                       |
| .fla                   |                                    | Movie                              | Adobe Flash                                                                                                   |
| .fla .flac             | audio/flac                         | Free Lossless Audio Codec          | freies, verlustfrei komprimierendes Audio-Format (Ogg-CoDec-Familie)                                          |
| .flb                   |                                    | Format library                     | Papyrus |
| .flc                   |                                    | FLIC animation                     | Autodesk Animator, Autodesk 3D-Studio, siehe auch .fli                                                        |
| .fld                   |                                    | Field define module                | 3-D Fassade Plus                                                                                              |
| .fld                   |                                    | Folder                             | Charisma |
| .flf                   |                                    | Delived form                       | Corel Paradox                                                                                                 |
| .flf                   |                                    | Driver                             | OS/2-Gerätetreiber                                                                                            |
| .flf                   |                                    | Financials License File            | Microsoft Dynamics NAV                                                                                        |
| .fli                   | video/x-fli, video/fli             | FLIC Animation 320x200             | Autodesk Animator, siehe auch .flc                                                                            |
| .fli                   |                                    | Font library                       | EmTeX |
| .fll                   |                                    | dynamic link library               | Microsoft Visual FoxPro                                                                                       |
| .flm                   |                                    | Film Roll                          | AutoCAD |
| .flo                   | image/florian                      | FlowCharter Datei                  | Micrografx |
| .flp                   |                                    | Flower-Project Leecherdatei        | FLP-Leecher                                                                                                   |
| .flp                   |                                    | VMware Diskettenimagedatei         | VMWare |
| .fls                   |                                    | Filelist document                  | Farrukh Imposition Publisher                                                                                  |
| .flst                  |                                    | Transparenzreduzierungsvorgabe     | Adobe InDesign                                                                                                |
| .flt                   |                                    | Filter                             | Corel |
| .flt                   |                                    | Filter                             | Micrografx Picture Publisher                                                                                  |
| .flt                   |                                    | Graphics filter                    | Microsoft |
| .flt                   |                                    | Graphics filter support Datei      | Asymetrix ToolBook                                                                                            |
| .flt                   |                                    | Music module                       | MOD (StarTrekker)                                                                                             |
| .flt                   |                                    | Open Flight Datei                  | MulitGen |
| .flv                   | video/x-flv                        | Flash Video                        | Adobe |
| .flw                   |                                    | Dokument Leitungsmessung           | Freelance |
| .flx                   | text/vnd.fmi.flexstor              | Compiled binary Datei              | DataFlex |
| .fm                    |                                    | FrameMaker Document                | Adobe FrameMaker                                                                                              |
| .fm                    |                                    | Spreadsheet                        | FileMaker Pro                                                                                                 |
| .fm1                   |                                    | Spreadsheet                        | Lotus 1-2-3, version 2.x                                                                                      |
| .fm3                   |                                    | Device driver                      | Harvard Graphics, version 3.0                                                                                 |
| .fm3                   |                                    | Spreadsheet                        | Lotus 1-2-3, version 3.x                                                                                      |
| .fmb                   |                                    | Forms sources                      | Oracle, v4.x und neuer                                                                                        |
| .fmb                   |                                    | Datei-Manager button bar           | WordPerfect für Windows                                                                                       |
| .fme                   |                                    | FMEA Datei                         | IQ FMEA für Windows                                                                                           |
| .fmf                   | video/x-atomic3d-feature           | Font oder Icon                     | IBM LinkWay                                                                                                   |
| .fmk                   |                                    | MakeFile                           | FORTRAN PowerStation                                                                                          |
| .fml                   |                                    | Mirror list                        | Oracle |
| .fmo                   |                                    | Compiled format                    | dBase IV |
| .fmp                   |                                    | Document Datei                     | FileMaker Pro                                                                                                 |
| .fmt                   |                                    | Csreen format Datei                | Microsoft Visual FoxPro                                                                                       |
| .fmt                   |                                    | Print Datei                        | Microsoft Schedule+                                                                                           |
| .fmt                   |                                    | Style sheet                        | Sprint |
| .fmt                   |                                    | Textformat für Form                | Oracle, v4.x und neuer                                                                                        |
| .fmx                   |                                    | Executable form                    | Oracle, v4.x und neuer;FileMaker Extension                                                                    |
| .fn3                   |                                    | Font                               | Harvard Graphics                                                                                              |
| .fnd                   |                                    | Find applet                        | Microsoft Explorer gespeicherte Suche                                                                         |
| .fnf                   |                                    | Notendatei für ForteFree           | |
| .fng                   |                                    | Font group                         | Font Navigator                                                                                                |
| .fnk                   |                                    | FunkTracker                        | Trackermodul (Musikformat) des FunkTracker                                                                    |
| .fnt                   |                                    | Font                               | Schriftschnitte, Bitmap-Schriften                                                                             |
| .fnx                   |                                    | Inactive font                      | Exact |
| .fO1 .f02              |                                    | Font                               | Borland Turbo C                                                                                               |
| .fo5                   |                                    | FotoOrderV5 File                   | |
| .fog                   |                                    | Fontographer font                  | – |
| .fol                   |                                    | Saved message folder               | 1st Reader |
| .fon                   |                                    | Call log                           | Procomm Plus                                                                                                  |
| .fon                   |                                    | Dialing directory                  | Telix |
| .fon                   |                                    | Font                               | Schriftschnitte, Bitmap-Schriften                                                                             |
| .font                  |                                    | Font                               | Zeichensatz (Amiga)                                                                                           |
| .for                   |                                    | Form                               | WindowBase |
| .for bzw. .FOR         | text/plain, text/x-fortran         | FORTRAN                            | FORTRAN-Quellcode                                                                                             |
| .fot                   |                                    | Font-related Datei                 | – |
| .fot                   |                                    | Installed TrueType font            | Microsoft Windows Font Installer                                                                              |
| .fp                    |                                    | Microsoft Visual FoxPro            | Konfigurationsdatei                                                                                           |
| .fp                    |                                    | FileMaker Pro Datei                | – |
| .fp1                   |                                    | „Flying Pigs“                      | Microsoft Windows 9.x Bildschirmschonerdaten                                                                  |
| .fp3                   |                                    | FileMaker Pro Datei                | FileMaker Pro v.3 & 4 Dokument                                                                                |
| .fp5                   |                                    | FileMaker Pro Datei                | FileMaker Pro v.5 Dokument                                                                                    |
| .fp7                   |                                    | FileMaker Pro Datei                | FileMaker Pro v.7 Dokument                                                                                    |
| .fpc                   |                                    | Catalog Datei                      | Microsoft Visual FoxPro                                                                                       |
| .fpl                   |                                    | Playlisten Datei                   | Foobar 2000                                                                                                   |
| .fpt                   |                                    | FileMaker Pro Datei                | – |
| .fpt                   |                                    | Memo fields                        | Microsoft Visual FoxPro                                                                                       |
| .fpw                   |                                    | Floorplan drawing                  | FloorPlan Plus für Windows                                                                                    |
| .fpx                   | image/vnd.fpx, image/vnd.net-fpx   | Kodak FlashPix                     | FlashPix |
| .fr3                   |                                    | Renamed dBaseIII+ form             | dBase IV |
| .fra                   | text/plain                         | Fractalzer Einstellungen           | Enthält alle Daten eines Fraktals                                                                             |
| .frf                   |                                    | Font                               | FontMonger |
| .frg                   |                                    | Uncompiled report                  | dBase IV |
| .frk                   |                                    | Zip                                | Macintosh |
| .frm                   |                                    | Dokument                           | FrameMaker oder FrameBuilder                                                                                  |
| .frm                   |                                    | Executable Datei                   | Oracle, v3.0 und vorher                                                                                       |
| .frm                   |                                    | Formular-Quelldatei                | Delphi Formularquellcode                                                                                      |
| .frm                   |                                    | Formular-Quelldatei                | Visual Basic Formularquellcode                                                                                |
| .frm                   |                                    | Merge form                         | WordPerfect für Windows                                                                                       |
| .frm                   |                                    | Symbol Report                      | DataCAD |
| .fro                   |                                    | Compiled report                    | dBase IV |
| .frp                   |                                    | Formular                           | PerForm PRO Plus                                                                                              |
| .frs                   |                                    | Screen Font Resource               | WordPerfect für Windows                                                                                       |
| .frt                   |                                    | Report menu                        | Microsoft Visual FoxPro                                                                                       |
| .frx                   |                                    | Form stash Datei                   | Visual Basic                                                                                                  |
| .frx                   |                                    | Report                             | Microsoft Visual FoxPro                                                                                       |
| .fs                    |                                    | F#                                 | F# ist eine Funktionale Programmiersprache von Microsoft für das .Net-Framework und .NET                      |
| .fsf                   |                                    | fPrint Audit Tool                  | – |
| .fsl                   |                                    | Formular                           | Borland bzw. Corel Paradox für Windows                                                                        |
| .fsm                   |                                    | Sample Datei                       | Farandoyle |
| .fst                   |                                    | Linkable program                   | dBFast |
| .fsx                   |                                    | Data                               | Lotus 1-2-3                                                                                                   |
| .fsy                   |                                    | FSync Document                     | FileSync - File Syncroniser                                                                                   |
| .fsync                 |                                    | Keep-In-Sync Abgleichinformationen | enthält Abgleichinformationen für die Dateisynchronisationssoftware Keep-In-Sync                              |
| .ft                    |                                    | Full text index                    | Lotus Notes                                                                                                   |
| .ftb                   |                                    | Index Datei                        | Roots3 |
| .ftf                   |                                    | –                                  | AS/400 Client - Server Konfiguration                                                                          |
| .ftg                   |                                    | full-text search group             | Microsoft Windows-Hilfe                                                                                       |
| .ftl                   |                                    | Film Transfer Log                  | Speicherformat für Filme. Kann z. B. mit VIDCAP erzeugt werden.                                               |
| .ftl                   |                                    | Formular / Temporary               | Zur Laufzeit erzeugtes temporäres Formular einer Paradox-Datenbank.                                           |
| .ftm                   |                                    | Font                               | Micrografx |
| .ftp                   |                                    | File Transfer Protocol             | FTP-Script |
| .ftr                   |                                    | –                                  | Grafikdatei                                                                                                   |
| .fts                   |                                    | full-text search index             | Windows-Hilfe                                                                                                 |
| .fts                   |                                    | –                                  | FITS |
| .ftw                   |                                    | Dokument                           | Family Tree Maker                                                                                             |
| .fw                    |                                    | Firmware                           | Geräte-Firmwaredatei                                                                                          |
| .fw                    |                                    | Datenbank                          | Framework II                                                                                                  |
| .fw2 ... .fw4          |                                    | Datenbank                          | Framework II...IV                                                                                             |
| .fwb                   |                                    | FileWrangler Backup                | – |
| .fws                   |                                    | FileWrangler Data                  | – |
| .fx                    |                                    | On-Line guide                      | FastLynx |
| .fx4                   |                                    | Pixelkarte                         | Fugawi |
| .fxd                   |                                    | Phonebook                          | FAXit |
| .fxp                   |                                    | Compiled source code               | Microsoft Visual FoxPro                                                                                       |
| .fxr                   |                                    | Fax Received Document              | WinFax (Symantec Corporation)                                                                                 |
| .fxs                   |                                    | Fax Transmit graphic               | WinFax (Symantec Corporation)                                                                                 |
| .fzb                   |                                    | Bank dump Datei                    | Casio FZ-1 |
| .fzf                   |                                    | Full dump Datei                    | Casio FZ-1 |
| .fzv                   |                                    | Voice dump Datei                   | Casio FZ-1 |